# Israel Bravo
Israel Bravo (Madrid, 9 de diciembre de 1977) es un redactor publicitario y escritor español, reconocido por su trabajo en redacción persuasiva y storytelling aplicado al marketing.

## Biografía
Nacido en Madrid el 9 de diciembre de 1977, Israel Bravo mostró desde joven un interés por la escritura, superando las dificultades asociadas a la dislexia. A lo largo de su carrera, ha destacado en la aplicación de técnicas narrativas en la comunicación comercial.

## Trayectoria profesional
En 2017, Bravo fundó su marca personal donde se dedica a la formación y asesoría en redacción publicitaria como diseño de estrategias de comunicación para empresas, utilizando técnicas de escritura que buscan captar la atención y generar impacto en los lectores. 

## Publicaciones
Israel Bravo ha publicado varias obras sobre redacción persuasiva, entre las que se encuentran:
- Escribo porque me gusta ganar dinero (2022).[1]
- El libro de copywriting (2023).[2]
- Storytelling salvaje (2024).[3]
- 300 palabras (2025).[4]

## Apariciones en medios
Israel Bravo ha participado en diversos medios de comunicación, compartiendo su experiencia en redacción publicitaria y comunicación persuasiva. A continuación, algunas de sus apariciones más destacadas:
- Programa "Emprende" de TVE: Israel Bravo habló sobre las claves del copywriting efectivo y cómo las empresas pueden mejorar su comunicación para aumentar ventas.[5]
- Revista "Forbes España": Bravo fue mencionado como uno de los nombres clave en el ámbito del copywriting en español, destacando su metodología innovadora.[6]
- Podcast "El Rincón de Aquiles": En el episodio titulado "Aprende a venderte", Bravo profundiza en técnicas de persuasión y estrategias de venta a través de la escritura.[7]
- Podcast "Marcos de la Vega": En el episodio "60. Isra Bravo: Email Marketing y Copywriting en Vena".[8]
- Diario "El Español": "Isra Bravo, de descargar camiones a ser millonario en 5 años".[9]
- Revista "Hola": "Isra Bravo: de disléxico a facturar un millón de euros".[10]
- Diario "Sur": cómo alcanzar el éxito sin necesidad de redes sociales.[11]

- Diario "La Voz de Galicia": La redacción persuasiva se asemeja al arte de ligar, no mostrar necesidad.[12]

- Podcast "Lo que tú digas": Episodio 262, Israel Bravo, cómo seducir a través de la escritura y su impacto en el marketing y la comunicación.[13]

## Reconocimientos
Bravo ha recibido varios premios relacionados con su trabajo en comunicación persuasiva, entre ellos:
- Mejor Copywriter de Habla Hispana, otorgado en el evento Startup Olé en 2022.[14]